# Hersham and Walton Motors
Hersham and Walton Motors (HWM) je bivša momčad Formule 1.
HWM su osnovali George Abecassis i John Heath. Momčad je nastupala u Formuli 1 od 1951. do 1954., a najbolji plasman je ostvario Paul Frère, koji je na VN Belgije 1952. završio na petom mjestu. John Heath je poginuo u nesreći na Mille Miglia, a Abecassis je odustao od utrka kako bi se usredotočio na vođenje posla. Do kraja 1950-ih HWM je izblijedio s trkačke scene.

## Vanjske poveznice
- HWM - Stats F1